# Mayra Andrade
Mayra Andrade (* 13. Februar 1985 in Havanna, Kuba) ist eine kapverdische Sängerin.

## Leben
Von kapverdischen Eltern auf Kuba geboren, zog sie auf die Kap Verden, dann nach Senegal, Angola, Deutschland, Frankreich und lebt zurzeit in Portugal. Auf ihrem Debütalbum Navega, das 2007 den Preis der deutschen Schallplattenkritik gewann, singt sie vornehmlich in kapverdischem Kreol. In ihrer Musik wandelt sie zwischen Latin und Jazz, sie verbindet dabei brasilianische Einflüsse (Tunuka) mit Flamenco (Lapidu na bo) und fängt mit Liedern wie Dispidida und Navega zugleich die charakteristische Melancholie traditioneller kapverdischer Musik ein, die oft mit dem portugiesischen Fado verglichen wird.
Neben Cesária Évora, Sara Tavares und Lura gehört Mayra Andrade inzwischen zu den bekanntesten Sängerinnen der kleinen Inselgruppe und ehemaligen Kolonie Portugals. Bereits mit 16 Jahren gewann sie 2001 die Goldmedaille als beste Sängerin bei den Jeux de la Francophonie, einem internationalen Wettbewerb in Kanada. 2005 nahm sie mit Charles Aznavour ein Duett auf.
2008 erhielt Mayra Andrade für ihr Album Navega den BBC Radio 3 Award for World Music in der Sparte Newcomer und von der kubanischen Musik-Industrie den Cubadisco International Award, in Portugal wurde das Album mit einer Goldenen Schallplatte ausgezeichnet.
2010 gab sie im Kurzfilm Das Rauschen des Meeres der Regisseurin Ana R. Fernandes ihr Debüt als Schauspielerin.
Mayra Andrade nahm mehrfach auch in Brasilien auf, so einige Teile ihrer Alben Stória, stória... (2009) und Lovely Difficult (2013). Insbesondere seit dem Album Manga (2018/2019) und Kooperationen wie dem Duett mit dem brasilianischen Rapper Tulio Dek 2018 nimmt ihre Bekanntheit in Brasilien besonders zu.

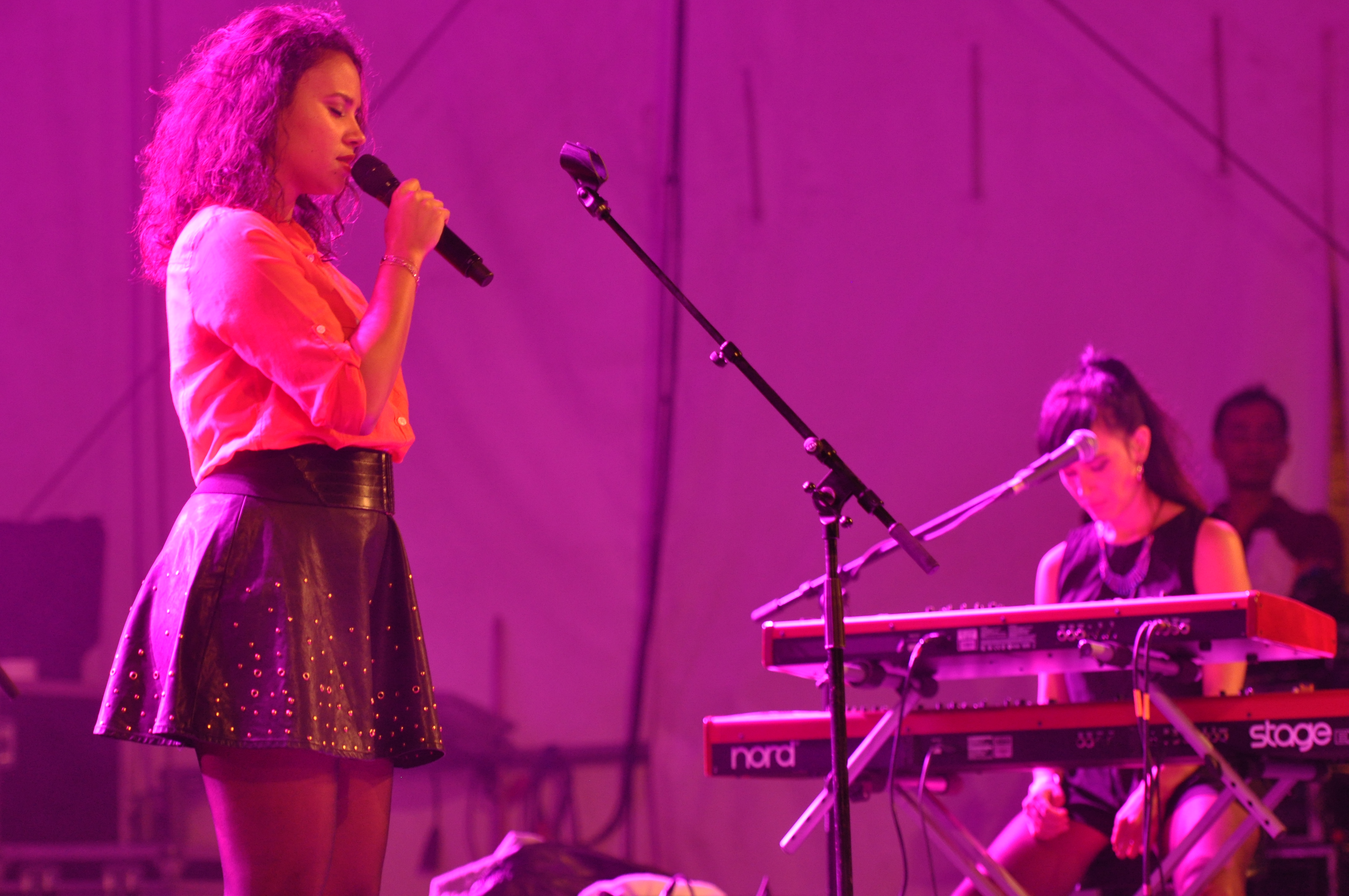
Mayra Andrade beim Weltmusikfestival Horizonte 2014
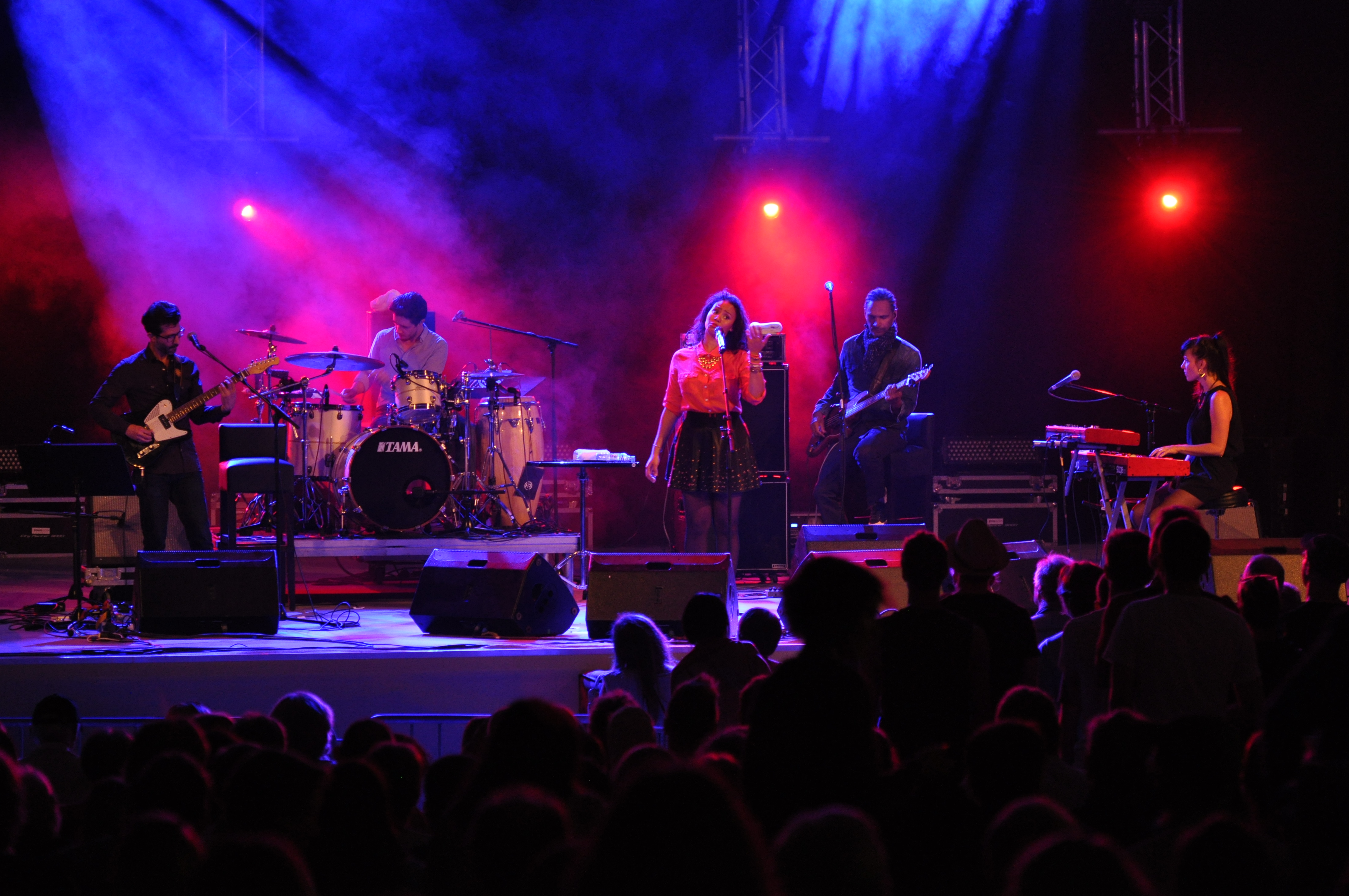
Mayra Andrade mit Band beim Weltmusikfestival Horizonte 2014

## Diskografie
- 2007: Navega (PT: Gold)[6]
- 2009: Stória, stória …
- 2010: Studio 105
- 2013: Lovely Difficult
- 2019: Manga

## Filmografie
- 2009: Das Rauschen des Meeres
- 2011: 7 Tage in Havanna
- 2017: Ouro Verde (portugiesische Telenovela, in drei der 241 Folgen)